# Руска фашистка партия
Руската фашистка партия (на руски: Российская фашистская партия) е фашистка организация на руски емигранти в японската марионетна държава Манджоу-Го. Създадена е през 1931 година в Харбин от Константин Родзаевски. Дейността на групата е ограничена от властите след Съветско-японския пакт от 1941 година и тя е окончателно унищожена след съветската окупация на Манджурия през 1945 година.